# جاسوس‌بازی
جاسوس‌بازی (به انگلیسی: Spy Game) فیلمی به کارگردانی تونی اسکات و نویسندگی مایکل فراست بکنر و دیوید آراتا، ساختهٔ سال ۲۰۰۱ میلادی است. در این فیلم رابرت ردفورد نقش یک افسر سی‌آی‌ای به نام ناتان مویر را بازی می‌کند که در دوران پایانی خدمت خودش است. این فیلم روایت‌گر ماجرایی در آخرین ۲۴ ساعت کاری او پیش از بازنشستگی‌اش است. تام بیشاپ، با بازی براد پیت، یک کارمند جوان سی‌آی‌اِی است که در آستانهٔ اعدام در یک زندان در چین است. مشخص است که سران سی‌آی‌ای قصد ندارند مانع مرگ او شوند اما مویر، بر خلاف تصمیمات گذشته‌اش، این بار تصمیم می‌گیرد بیشاپ را نجات دهد.